# Obra exterior

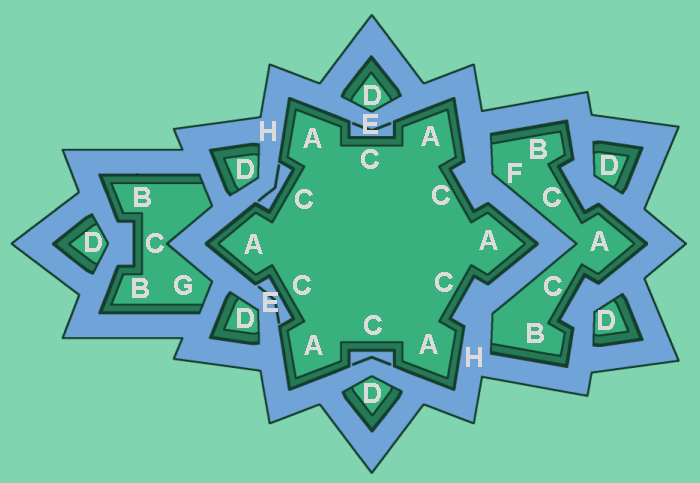
Obra exterior.

Se llama obra exterior a las fortificaciones que se construyen en una plaza de guerra por la parte de afuera de sus murallas de modo que el sitiador tenga que tomarlas antes de llegar al recinto primitivo y principal de aquella. 
Se conocen dos tipos de obras exteriores: 
- alta, compuesta de revellines, contraguardias, obras coronadas y otras que se alzan del nivel del suelo a mayor o menor altura
- baja, compuesta de caponeras, falsabragas y todas las que no exceden del nivel de la campaña